# Paul McCartney

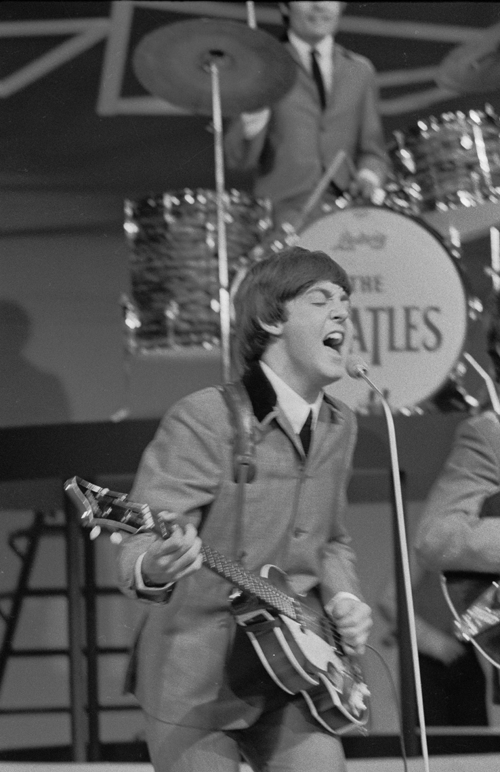
Paul McCartney 1964.

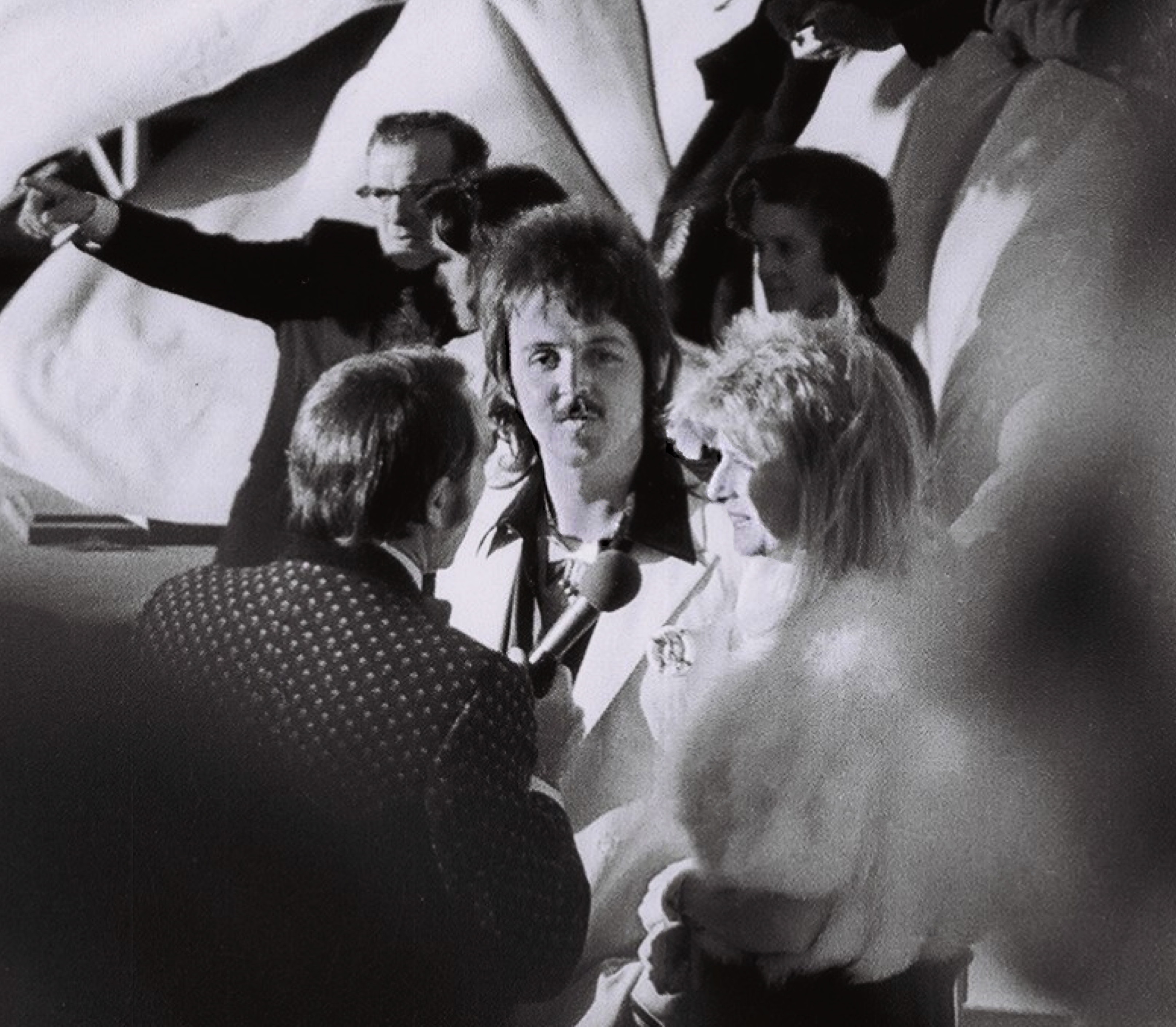
Paul McCartney med första hustrun Linda till höger 1971.

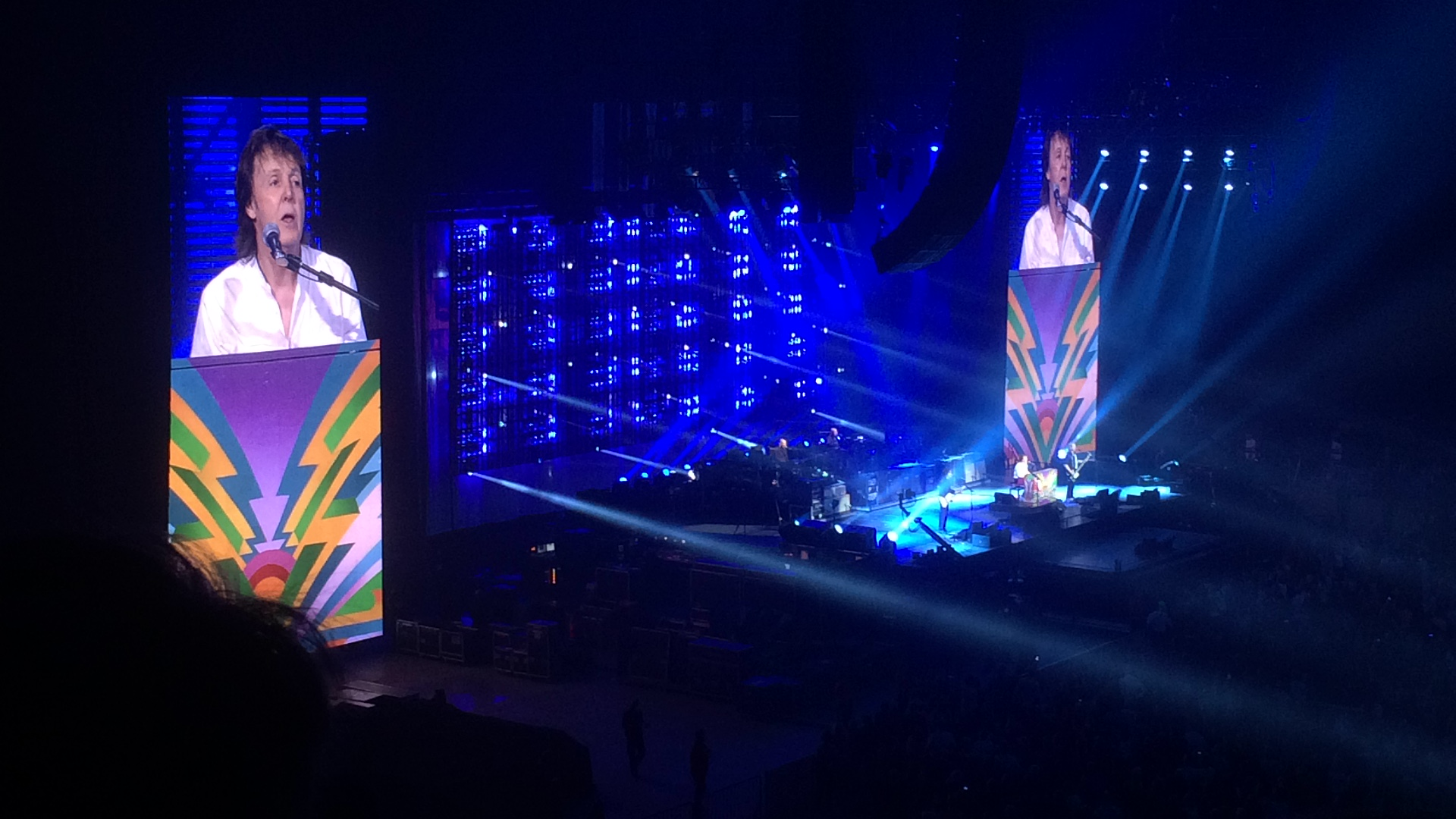
Paul McCartney - Tele2 Arena - Stockholm - 9 juli 2015

Sir James Paul McCartney CH MBE, född 18 juni 1942 i Liverpool, är en brittisk sångare, låtskrivare, musiker och skiv- och filmproducent. Guinness Rekordbok har utnämnt McCartney till musikhistoriens mest framgångsrika låtskrivare, vilket delvis grundar sig på samarbetet med John Lennon.
Paul McCartney var på 1960-talet medlem i The Beatles, tillsammans med musikpartners Ringo Starr, John Lennon och George Harrison, musikhistoriens mest framgångsrika band, och på 1970-talet i Wings. När han uppträder spelar han oftast elbas, gitarr eller piano. På skivinspelningar trakterar han även trummor och andra instrument. Då han är vänsterhänt spelar han på karakteristiska spegelvända basar och gitarrer.
Tillsammans med Linda McCartney (1941–1998) fick han tre barn, bland dem designern Stella McCartney. Med andra hustrun Heather Mills fick han 2003 ytterligare ett barn. Paul McCartney är äldre bror till artisten och fotografen Mike McGear. 
Paul McCartney är vegetarian och djurrättsförespråkare sedan många år.

## Uppväxt
James Paul McCartney föddes den 18 juni 1942 på Walton Hospital i området Walton i Liverpool som son till James "Jim" (7 juli 1902 – 18 mars 1976) och Mary Patricia (född Mohin; 29 september 1909 – 31 oktober 1956) McCartney, där hans mor praktiserade som sjuksköterska. Hans far var frånvarande från sin sons födsel då han arbetade som deltidsbrandman under andra världskriget. Fadern James (Jim) McCartney var bomullsförsäljare och amatörjazzmusiker. Modern Mary Mohin, som var barnmorska, dog när McCartney var fjorton år gammal. Detta förenade honom med John Lennon, vars mor också dog tidigt. 

## Karriär

### 1957–1960: The Quarrymen
Den 6 juli 1957 hölls en fest på St Peter's Church Hall i Woolton, där McCartney mötte Lennon och hans band, the Quarrymen. The Quarrymen spelade en blandning av rock'n'roll och skiffle-musik, en sorts populärmusik med inslag av jazz, blues och folkmusik. Medlemmarna erbjöd McCartney en plats i bandet som rytmgitarrist och därefter inleddes ett nära samarbete också med Lennon. Harrison gick med i bandet 1958 som huvudgitarrist följd av Lennons konstskolevän Stuart Sutcliffe på bas år 1960. Fram till maj 1960 hade bandet bytt och haft olika namn, inklusive "Johnny and the Moondogs", "Beatals" och "the Silver Beetles". I augusti 1960 bytte de till slut namn till "the Beatles" samtidigt som de rekryterade trummisen Pete Best strax innan de for på spelningar i Hamburg.

### 1960–1970: The Beatles
McCartney förblev gitarrist fram till 1961 då bandets basist Stuart Sutcliffe slutade och McCartney tog över hans plats.
I The Beatles spelade McCartney, förutom sitt huvudinstrument elbasen, ofta piano och ibland akustisk gitarr och elgitarr. På ett fåtal låtar spelar han också trummor. (Vem som spelar vad på Beatles inspelningar är redovisat bland annat i boken En revolution i huvudet av Ian MacDonald.)
Som basist i The Beatles förändrade McCartney elbasens funktion i popbandet. Från att i början ha spelat traditionella ackompanjemang började han att utforma mer självständiga och intressanta basstämmor, inte minst på sina egna låtar.

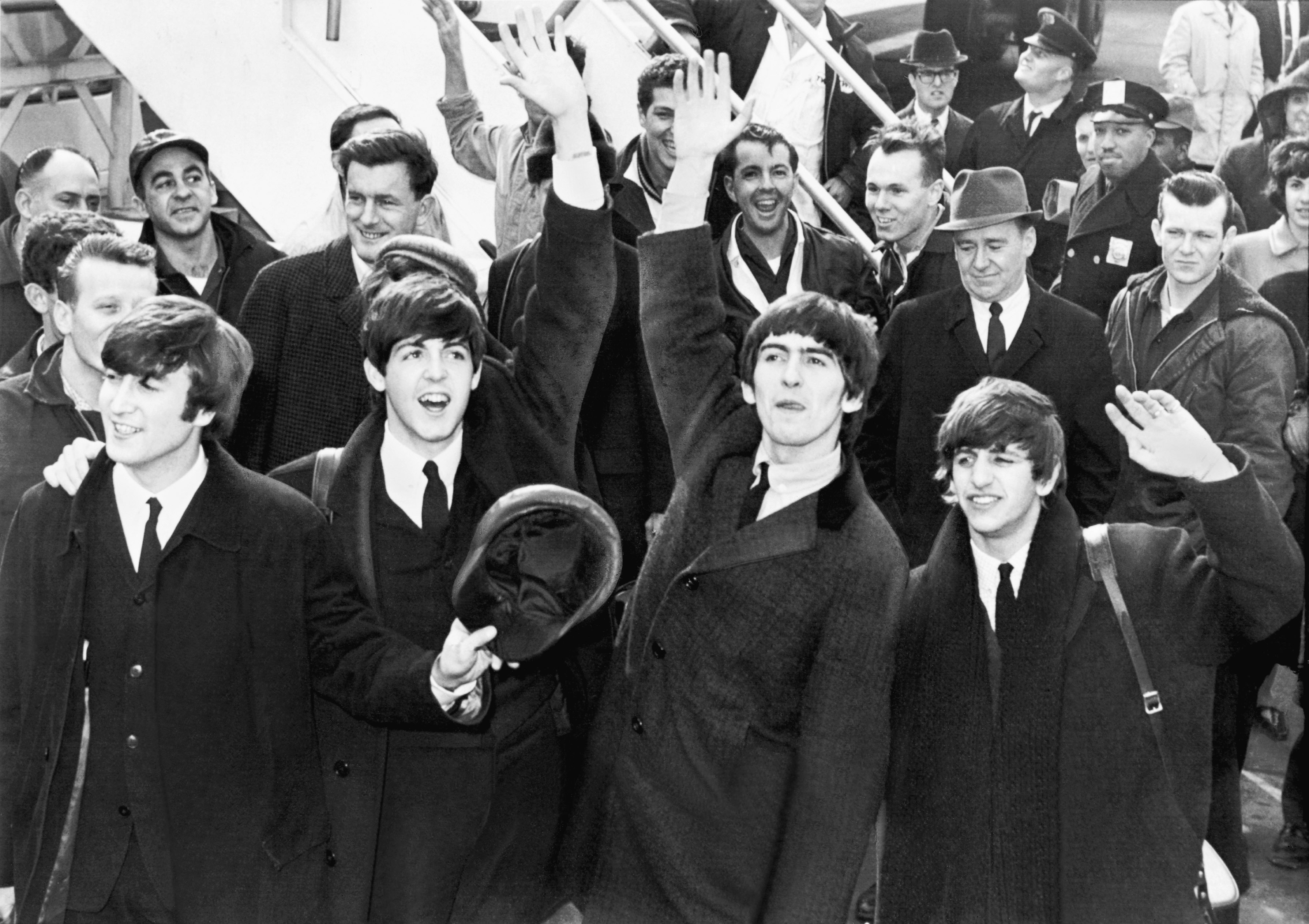
Beatles i New York 1964: John, Paul, George och Ringo.

McCartney började skriva låtar ihop med John Lennon 1957. De står tillsammans som upphovsmän till merparten av Beatles låtar, även om de inte alltid skrev låtarna i samarbete. Paul McCartney anses ensam ha skrivit bland annat hitlåtar som "Can't Buy Me Love" (1964), "Yesterday" (1965), "Michelle" (1965), "Penny Lane" (1967), "Hello, Goodbye" (1967), "Hey Jude" (1968), "Get Back" (1969) och "Let It Be" (1970). 
Varken McCartney eller Lennon kunde noter eller hade kunskaper i musikteori. Trots detta kan det tyckas som om McCartneys låtar är mer traditionellt komponerade än Lennons, vilket kan bero på att han på grund av sin fars intresse hörde mycket jazz och äldre populärmusik under sin uppväxt.
Det brukar anses att McCartney var den mest sammanhållande kraften i The Beatles under gruppens senare år, men att de andra gruppmedlemmarna till sist tröttnade på hans ledarambitioner. Det var McCartney som gjorde tillkännagivandet att gruppen hade upplösts. Dock hade Lennon redan meddelat McCartney och de andra att bandet var upplöst. Redan innan det sista Beatlesalbumet gavs ut hade han gett ut sitt första soloalbum.
McCartney gifte sig för första gången 12 mars 1969 med den amerikanska fotografen Linda Eastman. De fick tre barn; Mary, Stella och James. Han adopterade även Lindas barn från ett tidigare äktenskap: Heather.

### 1970–1981: Wings
När the Beatles upplöstes 1969–70 föll McCartney ned i en depression. Tillsammans med hustrun Linda och gitarristen Denny Laine bildade han 1971 gruppen Wings där han var ledare och låtskrivare. För att undvika anonymiteten i bandnamnet benämndes gruppen tillfälligtvis "Paul McCartney & Wings" under 1973. Därefter ansåg McCartney att gruppen var känd nog och därmed återgick man till ursprungsnamnet Wings. De gjorde 1973 ledmotivet till Bond-filmen Leva och låta dö. Gruppen besökte Sverige och spelade i Stockholm, Örebro, Göteborg och Lund 7–11 augusti 1972.

### 1980-talet och framåt
Efter att Wings splittrats återupptog McCartney den solokarriär han påbörjade 1970. Som soloartist har han spelat in ett flertal album. På några av sina soloalbum spelar McCartney alla instrument själv. 
1984 kom långfilmen Give My Regards to Broad Street, som Paul McCartney själv hade skrivit manus till samt spelade huvudrollen i. Filmen fick ett kyligt mottagande. Efter att 1986 års album Press to Play floppade återhämtade McCartney sig och spelade in ett album med covers på gamla rock n' roll-låtar kallat Снова в СССР som inledningsvis endast släpptes i Ryssland. Singeln "My Brave Face" kom 1989 och föregick albumet Flowers in the Dirt som blev en stark comeback för McCartney. 
Efter att inte ha turnerat på hela 1980-talet gjorde McCartney en världsturné 1989–1990, samt ytterligare turnéer 1993, 2002–2003 och 2004–2005. Samtliga dessa turnéer innefattade konserter i Sverige. Han har även senare gjort omfattande turnéer.
McCartney komponerar även klassisk musik, trots att han fortfarande saknar kunskaper i notation och musikteori. Musiken skapas i stället med hjälp av datorprogram och professionella assistenter och rådgivare. Hans första verk i genren var Liverpooloratoriet (1992), resultatet av ett samarbete med kompositören Carl Davis. Verket är skrivet för solister, kör och orkester. McCartneys andra stora verk är Standing Stone (1997) för symfoniorkester och blandad kör. Verket har en speltid på 75 minuter men är inte symfoniskt sammanhållet utan snarast collageartat. Det komponerades för skivbolaget EMI:s 100-årsjubileum. 2006 kom oratoriet Ecce cor meum, under 2011 baletten Ocean's Kingdom.
27 juli 2012 avslutade han invigningsceremonin för OS i London 2012 med att sjunga "Hey Jude" till piano.
McCartney har på senare år samarbetat med Foo Fighters, samt de återstående medlemmarna från Nirvana. I december 2012 framförde han tillsammans med Dave Grohl, Pat Smear och Krist Novoselic låten "Cut Me Some Slack" på en välgörenhetsgala för orkanen Sandy som då hade härjat i USA. McCartney spelar gitarr och sjunger på låten. McCartney spelar även trummor på låten "Sunday Rain" från Foo Fighters album Concrete and Gold från 2017.

### Senare privatliv

Heraldiskt vapen för Paul McCartney

I april 1998 avled Linda McCartney i cancer. Året därpå mötte Paul McCartney Heather Mills, som han den 11 juni 2002 gifte sig med. McCartney engagerade sig i Mills kampanj mot landminor, och de deltog gemensamt i en aktion mot säljakt. De har ett barn tillsammans, Beatrice, som föddes 2003. Paret separerade under våren 2006 och genomgick en av Storbritanniens mest omskrivna skilsmässor, som blev klar 2008. Samma år träffade han Nancy Shevell (född 1959), som han gifte sig med den 9 oktober 2011.
Paul McCartney är idag en av Storbritanniens rikaste personer, med en förmögenhet på ungefär 760 miljoner GBP. Han belönades med riddarvärdighet (Knight Bachelor) av den brittiska drottningen 1997 för sina insatser inom populärmusiken.

## Några av Paul McCartneys hits
| Titel                   | Årtal | Album                                   | Notering                                       |
| ----------------------- | ----- | --------------------------------------- | ---------------------------------------------- |
| "Maybe I'm Amazed"      | 1970  | McCartney                               |                                                |
| "Another Day"           | 1970  | solosingel                              |                                                |
| "Live and Let Die"      | 1973  | singel med Paul McCartney & Wings       |                                                |
| "Band on the Run"       | 1973  | Paul McCartney & Wings: Band on the Run |                                                |
| "Let Me Roll It"        | 1973  | Paul McCartney & Wings: Band on the Run |                                                |
| "Jet"                   | 1973  | Paul McCartney & Wings: Band on the Run |                                                |
| "Rock Show"             | 1975  | Wings: Venus and Mars                   |                                                |
| "Silly Love Songs"      | 1976  | Wings at the Speed of Sound             |                                                |
| "Mull of Kintyre"       | 1977  | Wings-singel                            | medupphovsman Denny Laine                      |
| "Ebony and Ivory"       | 1982  | Tug of War                              | duett med Stevie Wonder                        |
| "Say Say Say"           | 1983  | Pipes of Peace                          | medupphovsman och duettpartner Michael Jackson |
| "No More Lonely Nights" | 1984  | Give My Regards to Broad Street         |                                                |

## Utmärkelser
- Paul McCartney tilldelades liksom de övriga medlemmarna i Beatles 1965 Brittiska Imperieorden av graden MBE för sina musikaliska framgångar. Den 25 november 1969 återlämnade dock John Lennon sin medalj i protest mot Storbritanniens agerande i Biafrakriget samt landets stöd för USA under Vietnamkriget.[14]
- McCartney valdes in i Rock and Roll Hall of Fame som medlem i Beatles 1988 och som soloartist 1999.[15]
- Mottagare av Polarpriset 1992.
- McCartney mottog den 8 september 2012 Hederslegionen av Frankrikes president François Hollande.[16]
- I juni 2017 belönades McCartney med Order of the Companions of Honour.
- Mottagare av Wolfpriset i konst 2018.[17]
- Asteroiden 4148 McCartney[18]

## Diskografi
| Studioalbum - 1970 – McCartney - 1971 – Ram (med Linda McCartney) - 1980 – McCartney II - 1982 – Tug of War - 1983 – Pipes of Peace - 1986 – Press to Play - 1989 – Flowers in the Dirt - 1993 – Off the Ground - 1997 – Flaming Pie - 2001 – Driving Rain - 2005 – Chaos and Creation in the Backyard - 2007 – Memory Almost Full - 2013 – New - 2018 – Egypt Station - 2020 – McCartney III Wings - 1971 – Wild Life - 1973 – Red Rose Speedway - 1973 – Band on the Run - 1975 – Venus and Mars - 1976 – Wings at the Speed of Sound - 1978 – London Town - 1979 – Back to the Egg | Annat - 1967 – The Family Way (soundtrack) - 1977 – Thrillington (Ram-instrumentalstycke) - 1984 – Give My Regards to Broad Street (soundtrack) - 1988 – Снова в СССР (coveralbum) - 1999 – Run Devil Run (coveralbum) - 2000 – Liverpool Sound Collage - 2005 – Twin Freaks - 2012 – Kisses on the Bottom (coveralbum) - 2021 – McCartney III Imagined (remixalbum) Klassiskt - 1991 – Paul McCartney's Liverpool Oratorio (med Carl Davis) - 1997 – Standing Stone - 1999 – Working Classical - 2006 – Ecce Cor Meum - 2011 – Ocean's Kingdom The Fireman (McCartney och Youth) - 1993 – Strawberries Oceans Ships Forest - 1998 – Rushes - 2008 – Electric Arguments |